# Вебер, Марк
Марк Вебер (англ. Mark Weber; род. 9 октября 1951, Портленд, Орегон, США) — американский историк, специалист по истории современной Европы.
Неонацист, исторический ревизионист и отрицатель Холокоста. Директор Института пересмотра истории.

## Биография
Родился 9 октября 1951 года в Портленде, в штате Орегон. Там же окончил иезуитскую среднюю школу в 1969 году и поступил в Иллинойсский университет в Чикаго, где начал изучать историю. В дальнейшем продолжил образование в Мюнхенском университете и в Портлендском университете. После окончания Портлендского университета поступил в Индианский университет в Блумингтоне, где в 1977 году получил степень магистра по европейской истории.
Путешествовал по Европе и Африке, затем в 1978 году переехал в Вашингтон, где сначала стал членом неонацистской организации Национальный альянс Уильяма Пирса, а в 1980 году присоединился к «Институту пересмотра истории» (ИПИ) — крупнейшей международной организации исторического ревизионизма. В 1985 году Вебер вошёл в редакционный консультативный комитет ИПИ.
Впервые он публично выступил как отрицатель Холокоста в 1985 году во время суда над Эрнстом Цюнделем в Канаде в качестве свидетеля защиты. В 1988 году совместно с Брэдли Смитом он основал организацию по отрицанию Холокоста — «Комитет по открытым дебатам о Холокосте». С 1979 года был автором антисемитского издания Уиллиса Карто The Spotlight.
В начале 1991 года переехал в Ньюпорт-Бич в Южной Калифорнии чтобы работать в «Институте пересмотра истории». С апреля 1992 по декабрь 2000 года был редактором журнала Journal of Historical Review, издававшегося институтом шесть раз в год. Сыграл ведущую роль в длительном конфликте группы сотрудников ИПИ против учредителя Института Уиллиса Карто. Однако после завершения этого процесса организация пришла в упадок из-за недостатка финансирования. С 1995 года Вебер работает директором «Института пересмотра истории».
В 2013 году Марк Вебер выступил на 3-й Международной конференции по голливудизму в Иране вместе с другими видными деятелями международного отрицания Холокоста.
28 апреля 2015 года министр внутренних дел Великобритании Тереза Мэй запретила Веберу въезд в страну после его выступления на тайном заседании ультраправого «Лондонского форума». Копия книги Вебера «Вся правда о холокосте» по решению Ленинского районного суда города Оренбурга от 26 июля 2010 года внесена в российский Федеральный список экстремистских материалов под номером 1487.

## Взгляды
В неонацистском «Национальном альянсе» Вебер занимал должность редактора новостей в издании National Vanguard. Как писал исследователь отрицания Холокоста Стивен Аткинс, Вебер «никогда не отрекался от своего неонацистского прошлого», однако историк Майкл Шермер писал, что во время суда над Эрнстом Цюнделем Вебер заявил, что ничего не знает о неонацистском движении в Германии, кроме того, что прочёл в газетах. В 1989 году в интервью Вебер заявил, что США становятся «своего рода мексиканизированной, пуэрториканизированной страной» из-за неспособности «белых американцев» нормально размножаться.
Вебер является поклонником Гитлера. По его мнению, Гитлер был великим государственным деятелем, который, как и многие другие, совершал ошибки. Вебер считает, что отрицательная репутация Гитлера создана еврейскими и сионистскими организациями.
Среди отрицателей Холокоста Вебер является одним из немногих квалифицированных историков. В 1980-е годы Вебер написал ряд антисемитских статей и статей с отрицанием Холокоста. Рядом источников Веберу приписывается высказывание:

Мистификация Холокоста — это религия. Её основы в сфере исторических фактов не существуют — нет приказа Гитлера, нет плана, нет бюджета, нет газовых камер, нет вскрытий газовых жертв, нет костей, нет пепла, нет черепов, нет ничего.

Сам Вебер утверждает, что никогда не писал и не произносил этих слов.
30 апреля 1992 года он принял участие в ток-шоу Монтела Уильямса, где заявил, что «общее число евреев в Европе, погибших под контролем Германии или стран Оси во время Второй мировой войны, вероятно, составляет около миллиона, полутора миллионов». В 2001 году Вебер писал, что «во всем мире растёт понимание того, что кампания „Холокост“ является основным оружием в арсенале еврейско-сионистских сил, что она используется для оправдания израильской политики, которая в противном случае была бы неоправданной, и как мощный инструмент для вымогательства огромных сумм денег у американцев и европейцев».
В январе 2009 года Вебер вызвал смятение в среде отрицателей Холокоста, опубликовав эссе с заголовком «Насколько актуален ревизионизм Холокоста?» В нём он пришёл к неожиданному для своих радикальных соратников выводу: вместо того чтобы продолжать неэффективные споры о Холокосте, которые в основном проиграны, крайне правым следует сосредоточиться на борьбе с современным противником — так называемой «еврейско-сионистской властью». Вебер считает, что евреи представляют собой единое целое и они, по его мнению, представляют собой угрозу американской и мировой культуре. В одном из выступлений он обозначил евреев как «традиционных врагов истины».
Как утверждал друг Вебера Дэвид Коул, «Вебер на самом деле не видит никаких проблем в обществе, которое не только дисциплинируется страхом и насилием, но и где правительство кормит свой народ ложью, чтобы поддерживать в нём порядок». При этом «ревизионисты критикуют евреев за то, что они лгут своему народу или миру, и тем не менее многие из этих же отрицателей будут весьма лестно отзываться о том, что делали нацисты, подкармливая свой народ ложью и фальшью, чтобы поддерживать моральный дух и поддерживать это представление о высшей расе».